# Les Fouaillages

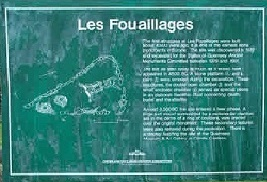
Hinweisschild

Les Fouaillages auf der Kanalinsel Guernsey ist neben "Le Pinnacle" auf Jersey die älteste Megalithanlage des Archipels. Sie liegt auf einer Düne, die zu einem Golfplatz auf der Halbinsel Le Clos du Valle nördlich von Saint Peter Port gehört.

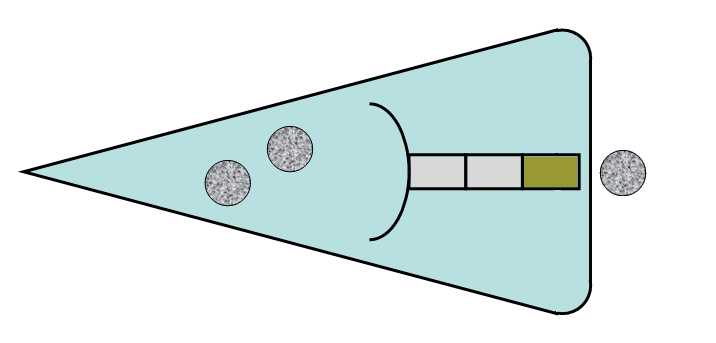
Schematische Darstellung

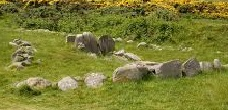
Les Fouaillages

## Forschungsgeschichte
Die 1977 entdeckte und ab 1979 durch Ian Kinnes (1944–2012) ausgegrabene, 1983 publizierte Anlage war im Gegensatz zu vielen anderen auf den Kanalinseln unberührt und daher reich an Funden, die teilweise im Museum von Saint Peter Port ausgestellt sind.

## Chronologie
Ihre Datierung auf 4500 v. Chr. macht sie zu einer der ältesten Megalithanlagen in Europa. Die Inseln, die etwa zur Zeit der Errichtung des Dolmens durch den Anstieg des Meeresspiegels vom Kontinent getrennt wurden, bilden ab diesem Zeitpunkt, am ehesten vergleichbar mit Malta, einen Mikrokosmos der europäischen Vorgeschichte mit den entsprechenden Sonderformen, wie sie sich z. B. bei den in Steinkreisen platzierten Steinkisten zeigen. Diese kommen ansonsten nur in Li Muri auf Sardinien und im bronzezeitlichen Skandinavien vor. Die Anzahl der vorzeitlichen Anlagen, die anhand früher Aufzeichnungen und untersuchter Ortsnamen (von de Guerin) auf 70 (also 1/km²) zu veranschlagen ist, ist sehr hoch, für Inseln aber nicht ungewöhnlich. Davon sind hier nur noch 12 (oder 17 %) erhalten, und Les Fouaillages war in der ursprünglichen Aufstellung nicht erwähnt.

## Beschreibung
Die Architektur von Les Fouaillages ist unikal. Das beginnt bereits bei der in der Region einmalig gebliebenen dreieckigen Einfassung, unter der mesolithische Mikrolithen gefunden wurden. Die Ecken der etwa 10 m breiten Fassade, vor der sich ein kreisrundes Steinpflaster befand, sind stark gerundet, während das hintere (östliche) Ende spitz gewesen zu sein scheint. Die Seiten sind etwa 20 m lang. Die Innenstruktur beginnt mit einer Kiste von etwa 4 m³ Größe, die mit einem Deckstein versehen ist. Dann folgt eine unbedachte, schwer zu deutende Struktur (mit zwei Pfostenlöchern) die in eine Art Kammer übergeht, deren große Schlusssteine zu einem Bogensegment gehören, das in Richtung der Einfassung verläuft. Der Boden verhinderte die Erhaltung organischer Substanzen, wodurch keine Knochenfunde möglich waren.

## Besichtigung
Die älteste Struktur des Monumentes wurde zur Demonstration erhalten.
In der Nähe befinden sich der La-Varde-Dolmen, der größte Dolmen der Insel, Le Dehus und der Statuenmenhir von Castel Church.